# Danh sách nhà triết học Ý
Danh sách này liệt kê các triết gia từ Ý, phân loại theo thời kỳ lịch sử:

## Các triết gia gốc Italic

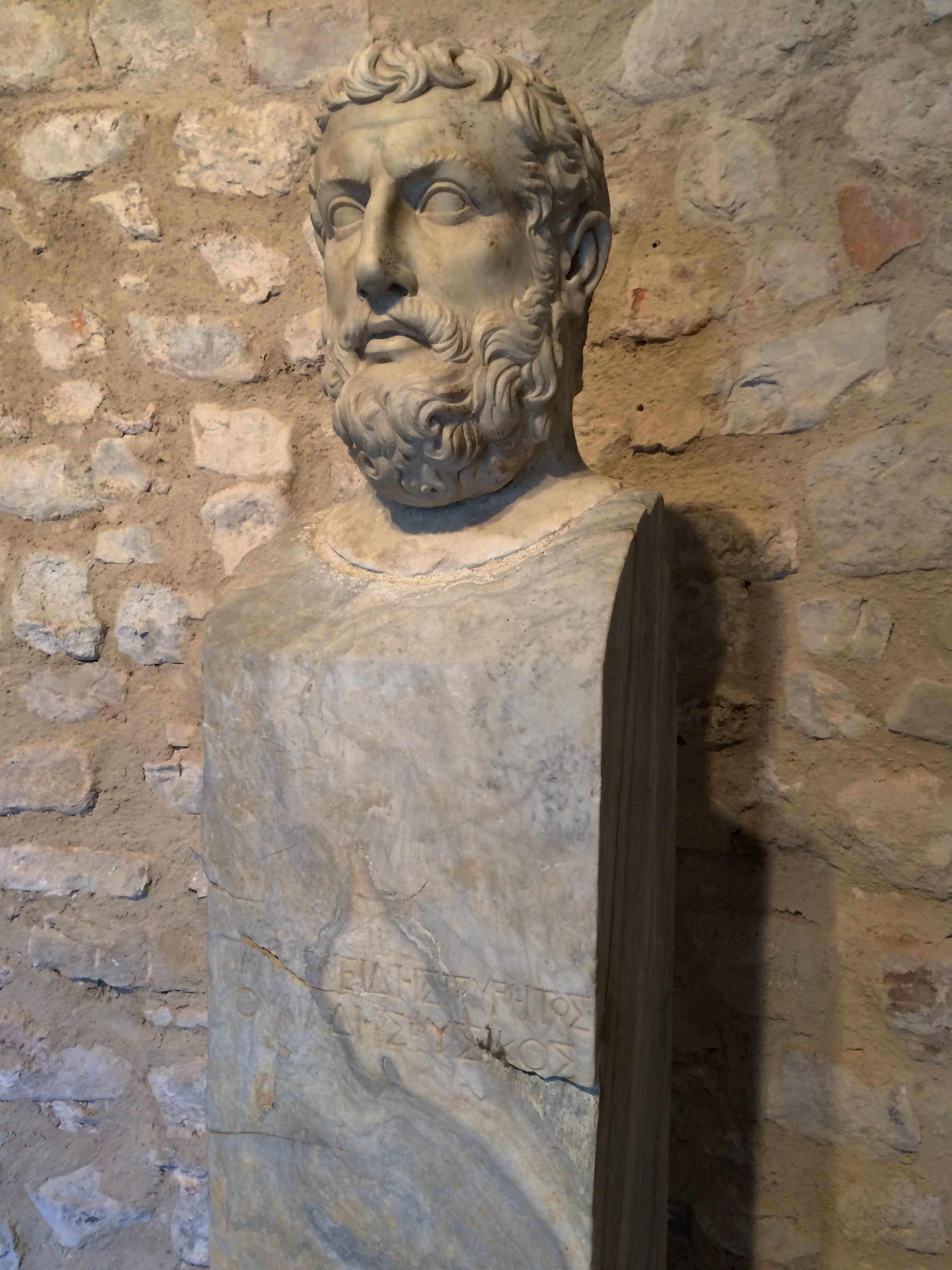
Tượng bán thân của Parmenides phát hiện tại Velia, Ý

- Ocellus Lucanus
- Parmenides
- Zeno xứ Elea
- Corax xứ Syracuse
- Tisias
- Onatas
- Hippo
- Hippasus
- Epicharmus xứ Kos
- Eurytus
- Acrion
- Aesara
- Arignote
- Myia
- Theano
- Aeschines xứ Neapolis
- Calliphon xứ Croton
- Hicetas
- Ecphantus the Pythagorean
- Cleinias xứ Tarentum
- Clinomachus
- Aresas
- Brontinus
- Alcmaeon xứ Croton
- Damo
- Empedocles
- Gorgias
- Lycophron
- Polus
- Timaeus xứ Locri
- Aristoxenus
- Dicaearchus
- Archimedes
- Archytas
- Philolaus
- Lysis xứ Taras
- Diodotus the Stoic
- Siro the Epicurean
- Aristocles xứ Messene

## Các triết gia La Mã

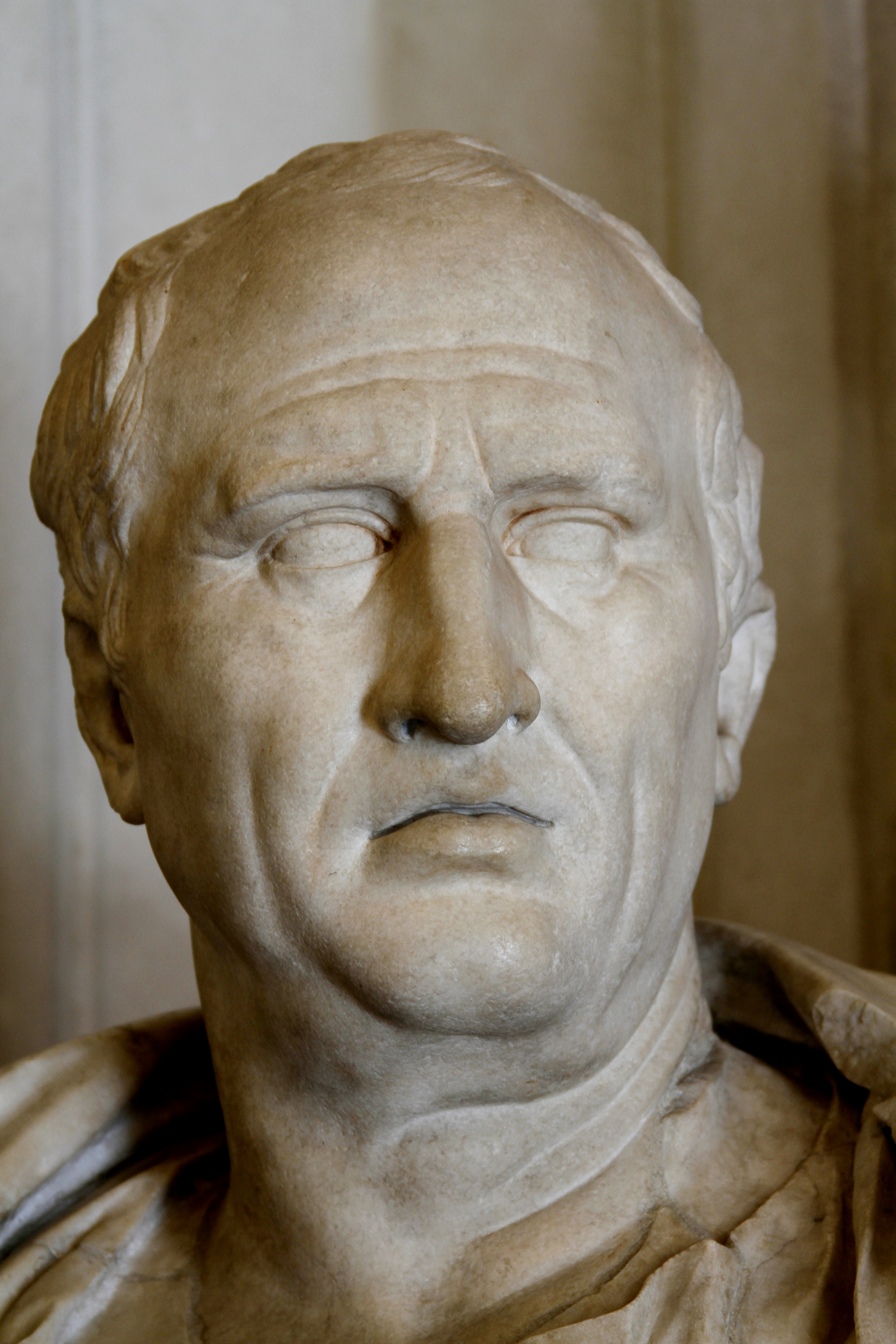
Tượng bán thân của Cicero thế kỷ thứ nhất sau Công Nguyên tại Bảo tàng Capitoline, Roma

- Rabirius
- Catius
- Amafinius
- Gaius Blossius
- Papirius Fabianus
- Aulus Cornelius Celsus
- Diodotus the Stoic
- Cato the Younger
- Cicero
- Helvidius Priscus
- Lucretius
- Marcus Junius Brutus
- Nigidius Figulus
- Seneca the Younger
- Arulenus Rusticus
- Publius Clodius Thrasea Paetus
- Gaius Musonius Rufus
- Tacitus
- Justin Martyr
- Apuleius
- Marcus Aurelius
- Tertullian
- Marcus Minucius Felix
- Claudius Aelianus
- Amelius
- Julian
- Gaius Marius Victorinus
- Calcidius
- Tyrannius Rufinus

## Các triết gia thời Trung Cổ

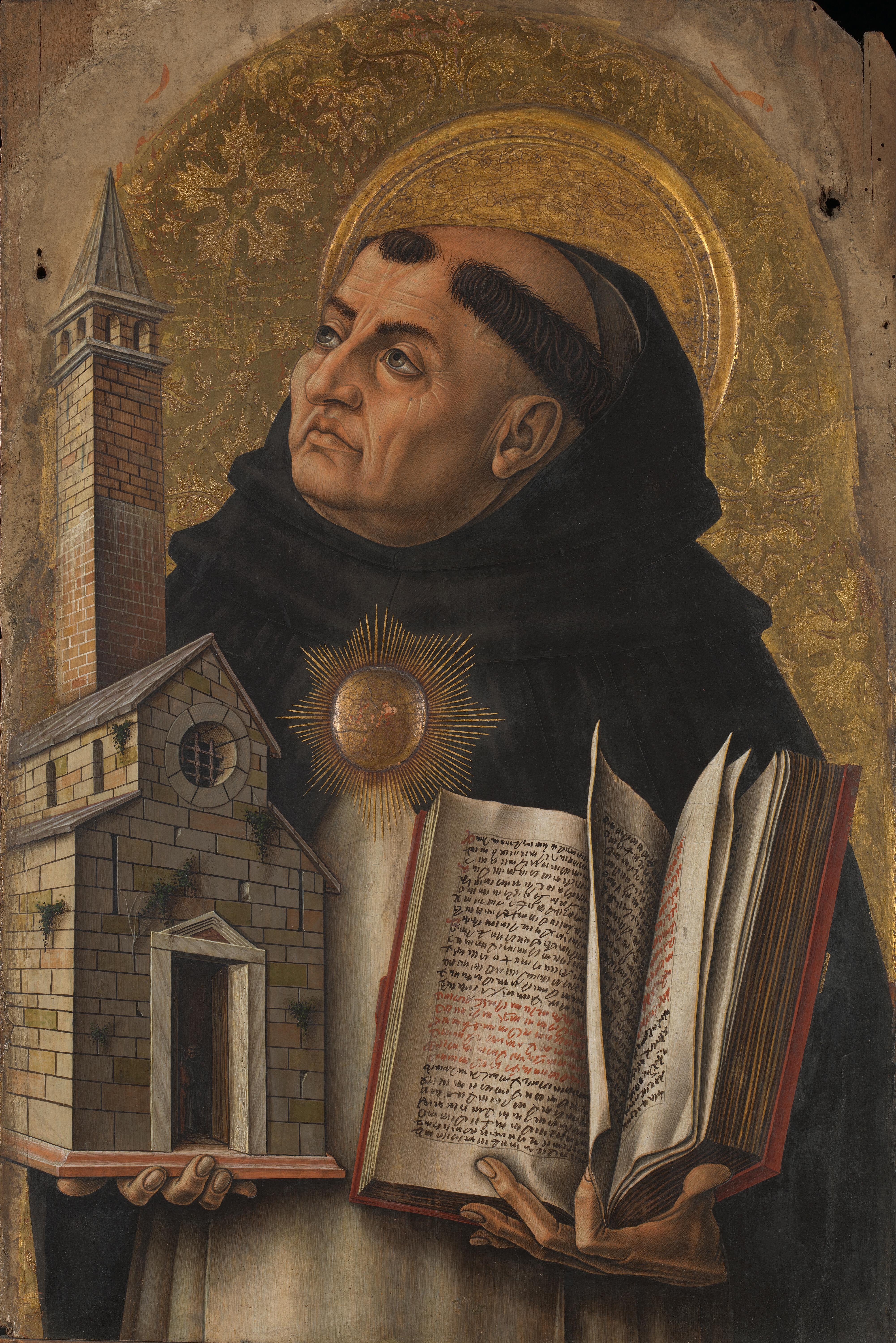
Thánh Dòng Tên Thomas Aquinas

- Boethius
- Cassiodorus
- James xứ Venice
- Joachim xứ Fiore
- Anselm xứ Besate
- Lanfranc
- Pierre Lombard
- Ibn Zafar al-Siqilli
- Peter xứ Capua the Elder
- Boncompagno da Signa
- Brunetto Latini
- Bonaventure
- Thomas Aquinas
- Matthew xứ Aquasparta
- Giles xứ Rome
- Pietro d'Abano
- Cavalcante Cavalcanti
- John xứ Naples
- James xứ Viterbo
- Michael xứ Cesena
- Marsilio da Padova
- Albertano da Brescia
- Menahem Recanati
- Isaac ben Mordecai
- Hillel ben Samuel
- Eliezer ben Samuel xứ Verona
- Francis xứ Marchia
- Gregory xứ Rimini
- Giovanni Dondi
- Blasius xứ Parma
- Guarino xứ Verona
- Paul xứ Venice
- Leonardo Bruni
- Palla di Onorio Strozzi
- Poggio Bracciolini
- Gaetano da Thiene

## Các triết gia thế kỷ thứ 15

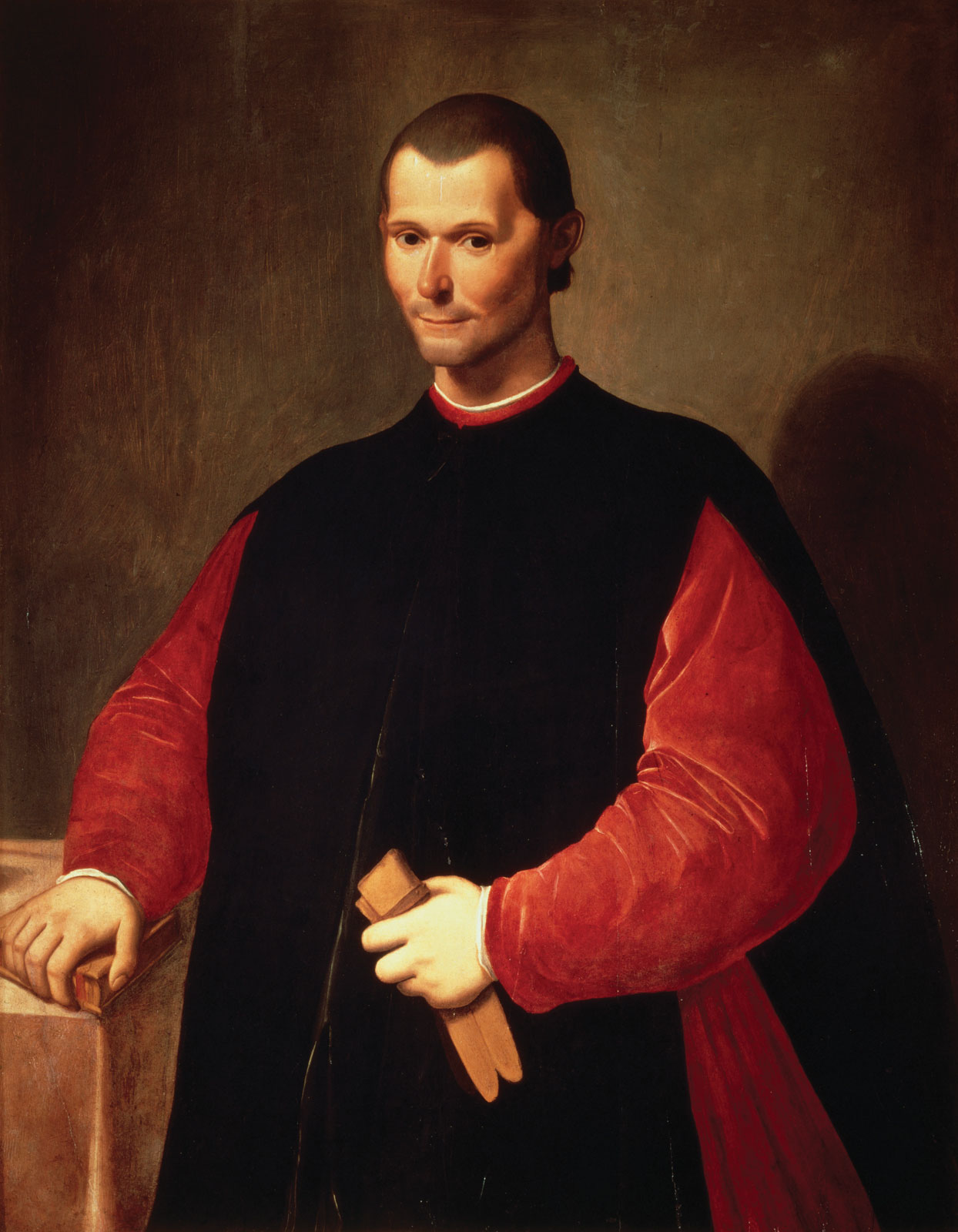
Niccolò Machiavelli

- Leon Battista Alberti
- Lorenzo Valla
- Elia del Medigo
- Judah Messer Leon
- Cristoforo Landino
- Marsilio Ficino
- Alessandro Braccesi
- Ludovico Lazzarelli
- Pomponazzi
- Giovanni Pico della Mirandola
- Alessandro Achillini
- Francesco Cattani da Diacceto
- Francesco Zorzi
- Thomas Cajetan
- Niccolò Machiavelli
- Aulo Giano Parrasio
- Petrus Egidius
- Obadiah ben Jacob Sforno
- Marcantonio Zimara
- Agostino Nifo
- Girolamo Fracastoro
- Leandro Alberti
- Giulio Camillo Delminio
- Francesco Guicciardini
- Mariangelo Accorso
- Matteo Tafuri
- Simone Porzio
- Vittore Trincavelli
- Agostino Steuco
- Giovan Battista Gelli
- Mario Nizzoli
- Sperone Speroni
- Pier Angelo Manzolli

## Các triết gia thế kỷ thứ 16

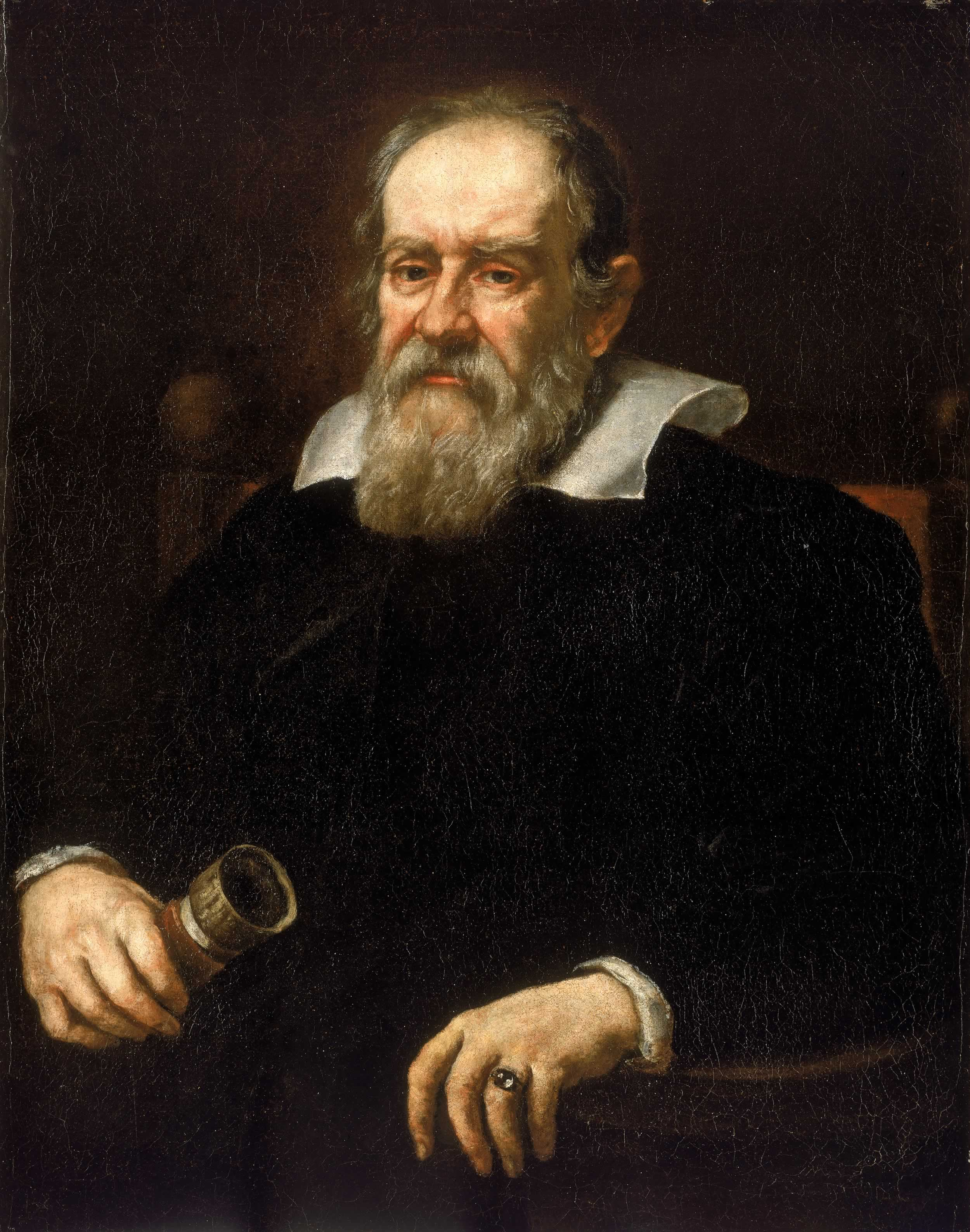
Galileo Galilei

- Girolamo Cardano
- Moshe Provençal
- Leon xứ Modena
- Alessandro Piccolomini
- Bernardino Telesio
- Azariah dei Rossi
- Guglielmo Gratarolo
- Andrea Cesalpino
- Francesco Piccolomini
- Francesco Patrizi
- Girolamo Mercuriale
- Marcello Capra
- Simone Simoni
- Jacopo Zabarella
- Francesco Buonamici
- Giambattista della Porta
- Francesco Pucci
- Giovanni Botero
- Guidobaldo del Monte
- Giordano Bruno
- Jacopo Mazzoni
- Cesare Cremonini
- Giulio Pace
- Abraham Yagel
- Galileo Galilei
- Lodovico delle Colombe
- Tommaso Campanella
- Antonio Serra
- Fortunio Liceti
- Mario Bettinus
- Valeriano Magni
- Antonio Rocco
- Torquato Accetto
- Francesco Pona
- Giacomo Accarisi

## Các triết gia thế kỷ thứ 17

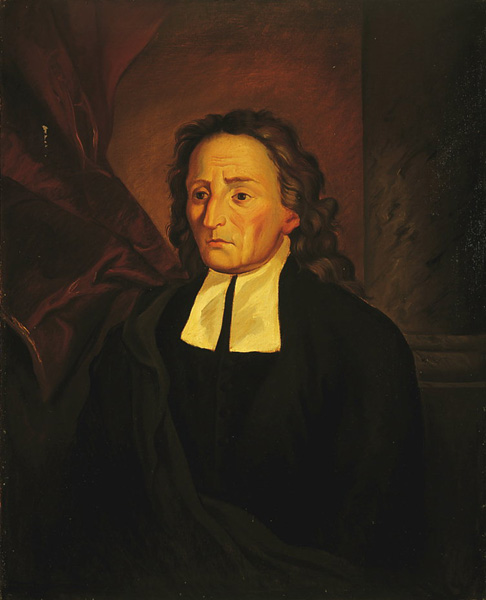
Giambattista Vico

- Bartolomeo Mastri
- Lemme Rossi
- Giovanni Alfonso Borelli
- Tito Livio Burattini
- Francesco D'Andrea
- Elena Cornaro Piscopia
- Michelangelo Fardella
- Giovanni Battista Tolomei
- Domenico Gagliardi
- Francesco Bianchini
- Tommaso Campailla
- Giambattista Vico
- Luigi Guido Grandi
- Pietro Giannone
- Giovanni Andrea Tria
- Antonio Schinella Conti
- Francesco Maria Zanotti
- Alberto Radicati
- Jacopo Stellini
- Giuseppa Eleonora Barbapiccola

## Các triết gia thế kỷ thứ 18

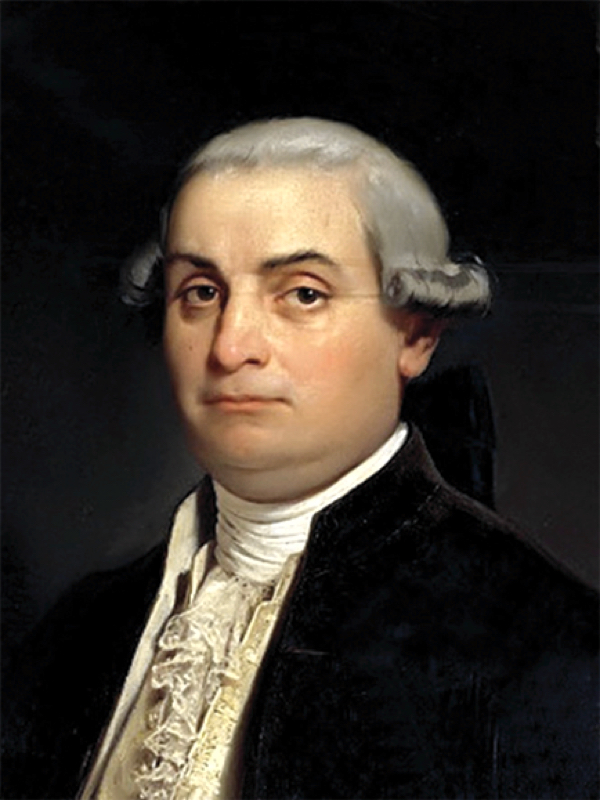
Cesare Beccaria

- Moshe Chaim Luzzatto
- Giovanni Salvemini
- Francesco Algarotti
- Antonio Genovesi
- Giovanni Maria Ortes
- Appiano Buonafede
- Cosimo Alessandro Collini
- Giambattista Toderini
- Pietro Verri
- Filippo Mazzei
- Ferrante de Gemmis
- Cesare Beccaria
- Giovanni Cristofano Amaduzzi
- Nicola Spedalieri
- Alessandro Verri
- Melchiorre Delfico
- Niccola Andria
- Vittorio Alfieri
- Vitangelo Bisceglia
- Gaetano Filangieri
- Joseph de Maistre
- Gian Domenico Romagnosi
- Marco Mastrofini
- Pasquale Galluppi
- Paolo Costa
- Monaldo Leopardi
- Francesco Puccinotti
- Antonio Rosmini
- Giacomo Leopardi
- Terenzio Mamiani della Rovere

## Các triết gia thế kỷ thứ 19

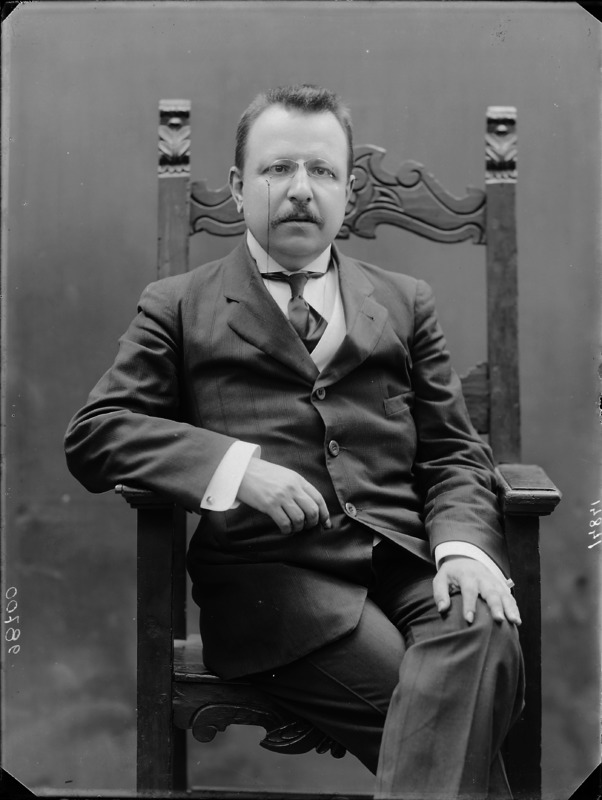
Benedetto Croce

- Carlo Cattaneo
- Vincenzo Gioberti
- Matteo Liberatore
- Giuseppe Ferrari
- Gaetano Sanseverino
- Augusto Vera
- Francesco De Sanctis
- Ausonio Franchi
- Augusto Conti
- Giorgio Politeo
- Roberto Ardigò
- Francesco Bonatelli
- Francesco Acri
- Francesco Fiorentino
- Giovanni Bovio
- Antonio Labriola
- Gaetano Mosca
- Vilfredo Pareto
- Giuliano Kremmerz
- Benedetto Croce
- Enrico Ruta
- Eugenio Rignano
- Giuseppe Rensi
- Giovanni Gentile
- Francesco Saverio Merlino
- Sergio Panunzio
- Carlo Michelstaedter
- Arturo Reghini
- Antonio Gramsci
- Julius Evola

## Các triết gia thế kỷ thứ 20

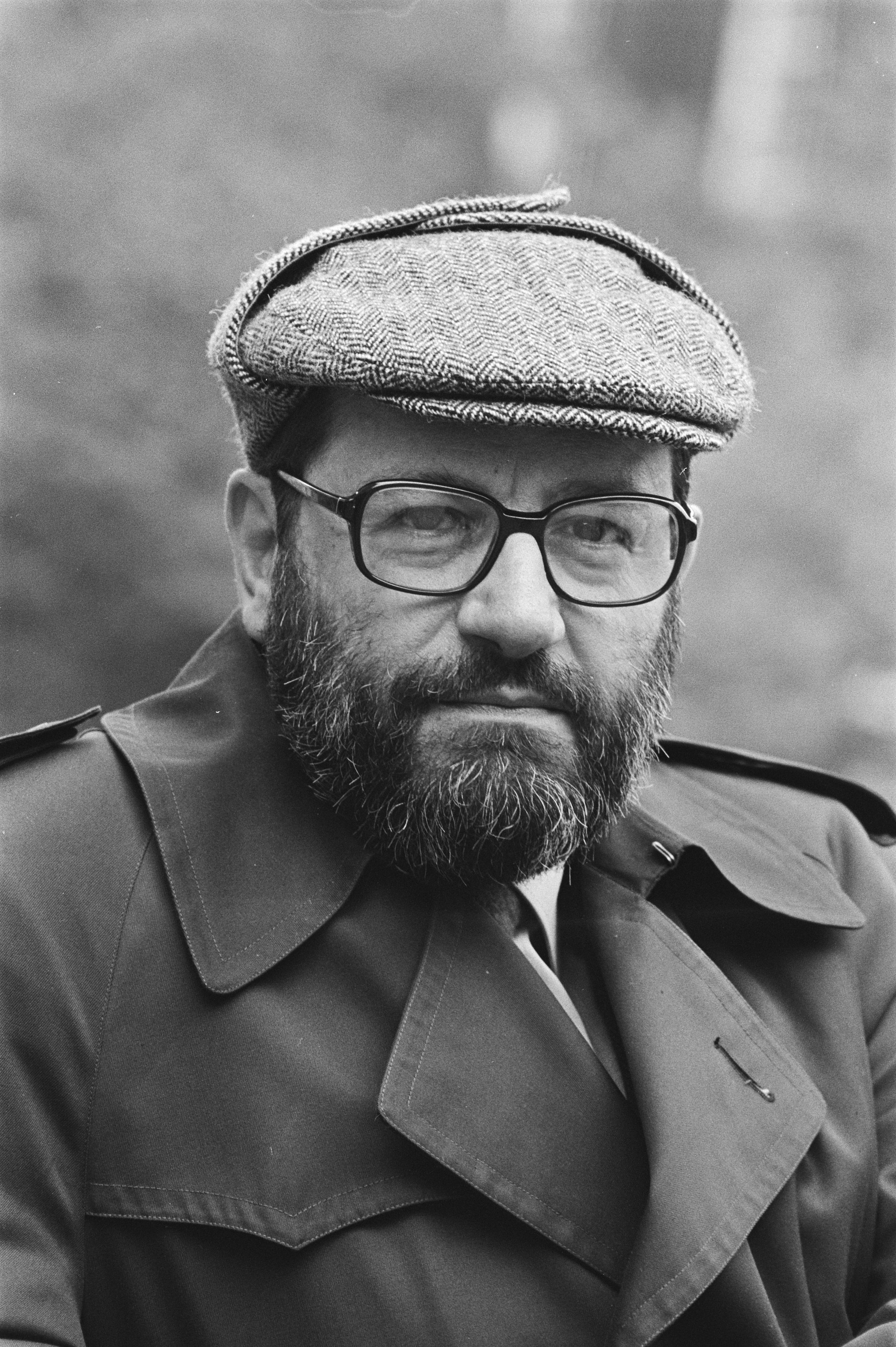
Umberto Eco

- Nicola Abbagnano
- Lanza del Vasto
- Alexandre Passerin d'Entrèves
- Ernesto Grassi
- Vincenzo Bianchini
- Ludovico Geymonat
- Norberto Bobbio
- Eugenio Garin
- Augusto Del Noce
- Cornelio Fabro
- Bruno Leoni
- Silvio Ceccato
- Tommaso Palamidessi
- Luigi Gui
- Giorgio Colli
- Luigi Pareyson
- Mario Albertini
- Marino Di Teana
- Manlio Sgalambro
- Emanuele Severino
- Mario Tronti
- Umberto Eco
- Toni Negri
- Gianni Vattimo
- Remo Bodei
- Domenico Losurdo
- Mario Perniola
- Giorgio Agamben
- Costanzo Preve
- Massimo Cacciari
- Francesco D'Agostino
- Franco Berardi
- Roberto Esposito
- Paolo Virno
- Franco Volpi
- Giuseppe Zevola
- Guido del Giudice
- Nuccio Ordine
- Bruno Osimo
- Carlo Lottieri
- Marcello Landi
- Luciano Floridi
- Massimo Pigliucci
- Alberto Jori
- Federico Ferrari
- Michela Marzano
- Paola Cavalieri
- Nicla Vassallo
- Aldo Gargani
- Carlo Penco
- Cristina Bicchieri
- Maria Luisa Dalla Chiara
- Achille Varzi
- Gualtiero Piccinini
- Eva Picardi
- Franca D'Agostini
- Pieranna Garavaso
- Giulio Giorello
- Gloria Origgi
- Lorenzo Magnani
- Evandro Agazzi
- Gianni Vattimo
- Maurizio Ferraris
- Diego Bubbio